# The Flapper
《The Flapper》是一部1920年上映的美国喜剧电影，由艾伦·克罗斯兰导演、奥利芙·托马斯和沃伦·库克主演。本片是美国第一部详细描述20世纪20年代“飞来波”（Flapper）风潮的电影。

## 演员表
- 奥利弗·托马斯 饰演 吉纳维芙·金（金哲）
- 沃伦·库克 饰演 金参议员
- 小西奥多·韦斯特曼 饰演 比尔·福布斯
- 凯瑟琳·强斯顿 饰演 霍滕斯
- 亚瑟·豪斯曼（英语：Arthur Housman） 饰演 汤姆·莫兰
- 露易丝·林卓思 饰演 艾米娜·巴顿斯
- 查尔斯·克莱格（英语：Charles Craig (actor)） 饰演 库士尔神父
- 威廉·P·卡尔顿（英语：William P. Carleton） 饰演 理查德·查宁
- 马尔西亚·哈里斯（英语：Marcia Harris） 饰演 帕多斯女士
- 波比·康纳利（英语：Bobby Connelly） 饰演 金家之子
- 阿索尔·席勒（英语：Athole Shearer） 饰演 Extra （未出现在演职员表中）
- 诺尔玛·席勒（英语：Norma Shearer） 饰演 女学生（未出现在演职员表中）

## 剧情概要
十六岁的吉纳维芙·金（绰号“金哲”）出身于佛罗里达州奥兰治泉的一个富裕家庭。在当地人眼中，女孩子和异性共饮苏打水都是可耻的行为。为了矫正金哲的行为，加之她自身渴望充满刺激的生活，金哲的父亲把她送入位于纽约州普莱西德湖的帕多斯女子寄宿学校。
尽管学校管理严格，学生们依然享受着调情在内的“飞来波”式生活。成年男子理查德·查宁每天骑车路过学校，激起少女们的浪漫遐想。金哲和查宁共乘雪橇，谎称自己有大约二十岁；之后她就被查宁迷住了。不久，金哲因为逃学去参加查宁举办的聚会惹上麻烦，被同学霍滕斯告发给校长。霍滕斯的目的其实是转移校长的注意力，以洗劫学校的保险箱，之后和男友莫兰逃走。金哲收到了一封措辞含糊的便条，前往纽约的一家酒店。在酒店里，霍滕斯和莫兰逼迫金哲带走一些装有精美的衣服和珠宝等被盗物品的行李箱以便看管。
金哲听说查宁乘游艇去了奥兰治泉，便决定穿戴偷来的服装和珠宝以在家人面前显得成熟。但这举动的效果适得其反，在向父亲解释时，金哲说一切只是个笑话，而父亲认为她在说谎。之后，侦探更突然登场，询问金哲为何拥有赃物。查宁和爱慕金哲的比尔自此都认为金哲是个邪恶的女人。最后，霍滕斯和莫兰出来承认盗窃，警方恢复了金哲的清白。
金哲和另一角色的生平事件在影片的结尾处以新闻短片的形式播放。

## 附录
- 本片的编剧弗朗西丝·马里恩令“飞来波”一词在20世纪20年代的美国流行开来。[2]
- 本片是奥利弗·托马斯出演的倒数第三部电影。她于1920年9月在巴黎逝世。[3]
- 版权方面，本片已经处在公有领域。这意味着本片可以被一般人不受限制地使用。[1][4]
- 本片于2005年作为奥利弗·托马斯的作品之一以DVD形式发行，区码为1（北美）。[5]